# ハールーン・アッ＝ラシード

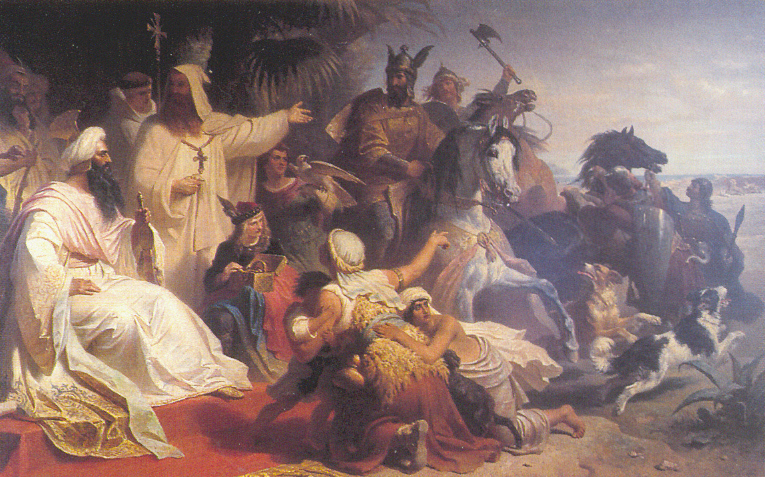
ハールーン・アッ＝ラシードがカール大帝の派遣団と会う場面

ハールーン・アッ＝ラシードの治世中に、バグダードの街は繁栄の道を進み始めた

ハールーン・アッ＝ラシード（アラビア語: هارون الرشيد Hārūn al-Rashīd, 763年3月17日 - 809年3月24日）は、アッバース朝第5代カリフ（在位：786年 - 809年）。ハールーン・アッラシードや定冠詞抜きのハールーン・ラシードともカタカナ表記される。ファーストネームのハールーンはイスラームにおける預言者の名前で、聖書のアロン（アーロン）に相当する。
クンヤ（「○○の父」形式の通称・尊称）は当初アブー・ムーサーで、その後アブー・ジャアファルになったとされている。なお正妃ズバイダのクンヤは実子の名前を用いたウンム・アル＝アミーン（アル＝アミーンの母）よりも祖父の名前にちなんだウンム・ジャファル（ジャアファルの母）の方が広く知られている。
即位にあたっての名はアッ＝ラシード・ビッラー・アブー・ジャアファル・ハールーン（al-Rashīd bi-llāh Abū Jaʻfar Hārūn）で、意味は「アッラーにより正しき道に導かれし者 ジャファルの父 ハールーン」である。しかしながら古くからこのビッラー・ハールーン・アッ＝ラシードの通称で親しまれてきた。
その治世はアッバース朝の最盛期にあたり、『千夜一夜物語』などで全盛期のアッバース朝に君臨した偉大なる帝王として語り継がれている。

## 解説
父は第3代カリフのマフディー。母は南アラビアのイエメン出身の元女奴隷ハイズラーン。同母兄に第4代カリフのハーディーがいる。他には、ヤフヤー・イブン＝ハーリドの次男ジャアファルに嫁いだ妹のアッバーサがいるが、同母かは不明。正妃はマンスールの孫で従妹のズバイダ。子はアミーン（母はズバイダ）・マームーン（母はマラージル）・ムウタスィム（母はマーリダ）他多数。785年に即位した兄のハーディーは、即位わずか1年で謎の急死を遂げており､この死はハイズラーンが関与した暗殺だったという説がある。
ペルシア人の官僚ヤフヤー・イブン＝ハーリドの後見を受け、父の治世から若くして東ローマ帝国との戦いなどに参加、786年に23歳でカリフに即位した。即位後はヤフヤーが宰相（ワズィール）に就任し、ヤフヤーの2人の息子ファドルとジャアファルを始めとするバルマク家の者がハールーンの治世を支えた。
796年には宮廷をユーフラテス川中流のラッカに移転させ、治世の残りをラッカに築いた宮殿で過ごした。ラッカは農業の中心・交通の要所で、シリア・エジプトやペルシャ・中央アジア方面の軍の指揮に適するほか、東ローマ帝国の国境に近い戦闘の最前線でもあった。ハールーンは797年、803年、806年と3度にわたって行われた東ローマ帝国に対する親征でいずれも勝利を収め、アッバース朝の勢力は最盛期を迎えた。この間、803年には権勢を握りすぎたバルマク家の追放を決意し、ヤフヤーとファドルを捕らえ、ジャアファルを処刑してバルマク家の財産を没収、カリフによる直接統治を開始した。
しかし対外的に絶頂を極めた影で、帝国の内部は地方の反乱に悩まされ、アッバース朝は分裂に向かい始めていた。さらに、バルマク家の追放後はカリフの側近の軍人たちが権力を握り始め、のちのマムルークによる支配体制の端緒が見られるなど、この時代はアッバース朝の統一とカリフの支配力が緩み始め、衰退の兆候があらわれた時期でもあった。
文化の面では学芸を奨励し、イスラム文化の黄金時代の土台を築いた。

## ハールーン・アッ＝ラシードが登場する作品

### 古典文学
- 『千夜一夜物語』（夜な夜なバグダードに繰り出す風流な君主として登場する）

### アニメ映画
- ドラえもん のび太のドラビアンナイト（ハールーン・アル・ラシードとして登場）

### コミック
- サンドマン (ヴァーティゴ)（アメリカンコミック。短編 Ramadan の主人公となる）